# ساوند ترانزیت
ساوند ترانزیت (انگلیسی: Sound Transit) یا به‌طور رسمی تصدی حمل و نقل منطقه‌ای مرکز پیوجت ساند یک آژانس حمل و نقل عمومی است که در منطقه متروپلیتین سیاتل در ایالت واشینگتن فعالیت می‌کند. این شرکت قطار سبک شهری (لینک لایت ریل) را در سیاتل و تاکوما، ساندر کمیوتر ریل منطقه‌ای، سرویس اتوبوس ساوند ترانزیت اکسپرس و همچنین سیستم مدیریت کرایه منطقه‌ای اورکا کارد اداره می‌کند. در سال ۲۰۱۶ ساوند ترانزیت در مجموع به ۴۲٫۷ میلیون مسافر خدمات حمل و نقل ارائه داد که میانگین ۱۴۳٬۰۰۰ نفر در روزهفته می‌شود.